# Хольмфридур Карлсдоттир
Хольмфридур Карлсдоттир (исл. Hólmfríður „Hófí“ Karlsdóttir; род. 3 июня 1963 или 6 июня 1963) — исландская супермодель, фотомодель и королева красоты; «Мисс Мира 1985 года». Иногда её называют в прессе просто «Хофи».
Хольмфридур Карлсдоттир родилась 6 июня 1963 года в Исландии. В 1985 году она заняла второе место на конкурсе «Мисс Исландия» после Халлы Йонсдоттир (исл. Halla Jónsdóttir).

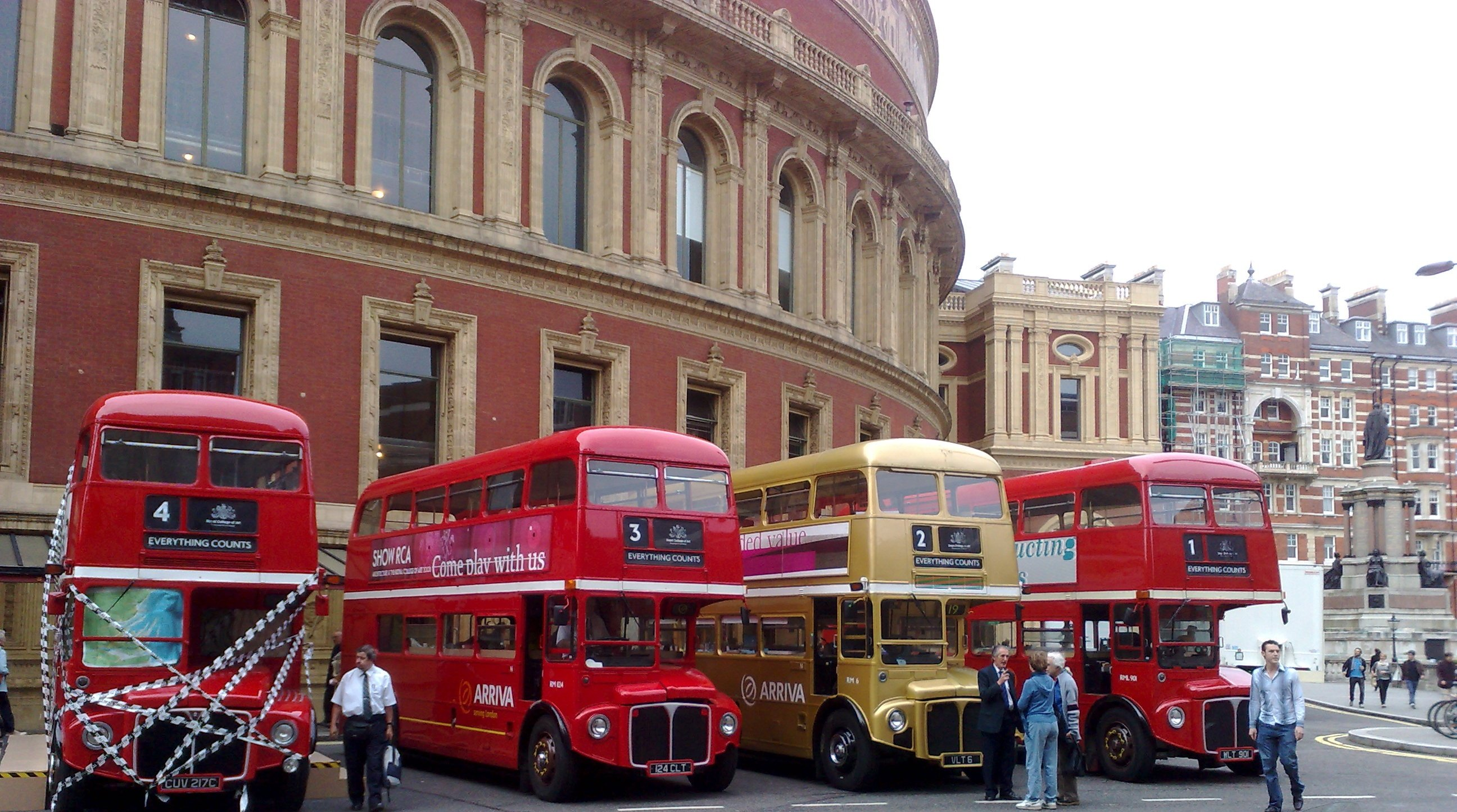
Альберт-холл

Хольмфридур в это время выиграла титул «Мисс Мира Исландия» и представляла свою страну на международном конкурсе красоты «Мисс Мира», который проходил 14 ноября 1985 года в Альберт-холле в Лондоне где её ждал настоящий триумф и корона победительницы, которую ей надела предыдущая королева Астрид Каролина Эррера Иразабаль. Мэнди Шайрз (Великобритания) стала второй, а Бренда Дентон (США) третьей.
После мирового турне по контракту с организаторами конкурса Хольмфридур Карлсдоттир вышла замуж за Эльфара Рунарссона. В этом брачном союзе у них родились два сына и дочь: Антон Орн Эльфарссон (род. 1989), Рунар Карл Эльфарссон (род. 1991) и Аста Гигья Эльфарсдоттир (род. 1997). Семья живёт в Исландии, в городе Гардабайре, где Хофи работает в местном детском саду, а Эльфар занимается юриспруденцией.